# Richard Millet
Richard Millet (Viam, 1953) is een Frans schrijver. In 1994 won hij de Prix de l'Essai van de Académie française voor zijn boek Le Sentiment de la langue.